# Buchschmuck

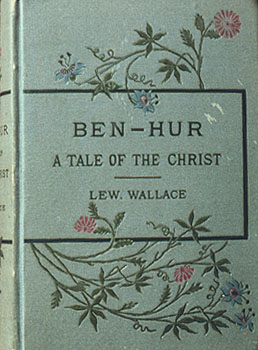
Farbgeprägter Deckel des Verlagseinbands der Erstausgabe von Ben-Hur: A Tale of the Christ von Lew Wallace, 1880

Buchschmuck bezeichnet in Buchgestaltung und Grafikdesign alle verzierenden Elemente eines Schriftwerks.

## Einführung
Der Buchschmuck findet sich in der Titelei, im Satzspiegel im Kolumnentitel, Kolumnentrenner, Stegen und Kolumnenfuß, im Text insbesondere in Initialen und Überschriften, und umfasst auch die gesamte Illustration, insbesondere Vignetten. Zu den Schmuckelementen gehören auch Zierleisten (als Kopf-, Fuß- oder Randleiste), die oft als Abschnittstrenner verwendeten Leisten und ähnliche Satzelemente. Auch die Schmuckelemente des Einbands gehören zum Buchschmuck.
Das Wort selbst wird erst im späten 19. Jahrhundert populär, um das neue Interesse an künstlerisch gestalteten Buchwerken zu betonen, und steht in der Buchkunstbewegung synonym zu Buchkunst.

## Geschichte und Methodik
Der Buchschmuck hat seine frühe Hochblüte in Europa in der Buchmalerei, ursprünglich in einfacher Rubrizierung, und im Laufe der Gotik zunehmend prächtiger Ausschmückung. Mit der Erfindung des Buchdrucks nimmt der Buchschmuck rapide ab. Stilistisch orientiert er sich weiterhin an der mittelalterlichen Buchmalerei und greift die Formensprache der Dekorationsmalerei und wie diese insbesondere der Architektur auf. Bis in die Industrialisierung finden Farblithographien Verwendung, sowie Stiche und Schnitte, die teils auch nur eine Vorlage für Handkolorierung darstellen. Der Formenschatz reduziert sich aber zu zusehends standardisiertem Zierat (Lettern mit Zierformen). Spätestens seit Hermann Zapfs Schrift ITC Zapf Dingbats von 1978 wird Druckzierat zu einem drucktechnischen Standard, der etwa im Unicode-Block Dingbats auszugsweise auch für die Webtypographie normiert ist. Durch das moderne Desktop-Publishing, digitale Reproduktionstechniken und Clipart-Bibliotheken ist Buchschmuck heute in der Serienproduktion kein extremer Mehraufwand mehr.
Schmuck am Einband ist wohl so alt wie die Techniken des Buchbindens selbst und umfasst neben kalligraphischen, graphischen, malerischen und drucktechnischen Elementen auch mechanisch-handwerkliche Prägung, Gravur, Kerbschnitt, Niello und Ähnliches im Deckel- oder Bezugstoff sowie Beschläge in Metallen, Intarsierungen, in Prachteinbänden auch Belag mit Gemmen und gar Juwelen und anderen Preziosen und Applikationen.

Galerie
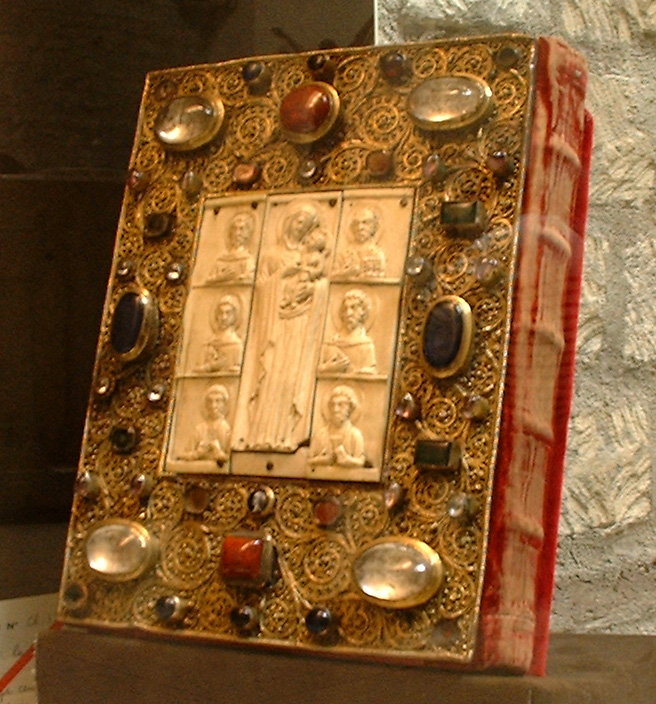
Prachteinband, rheinisch, frühes 13. Jh. mit Applikationen des 10. Jh.
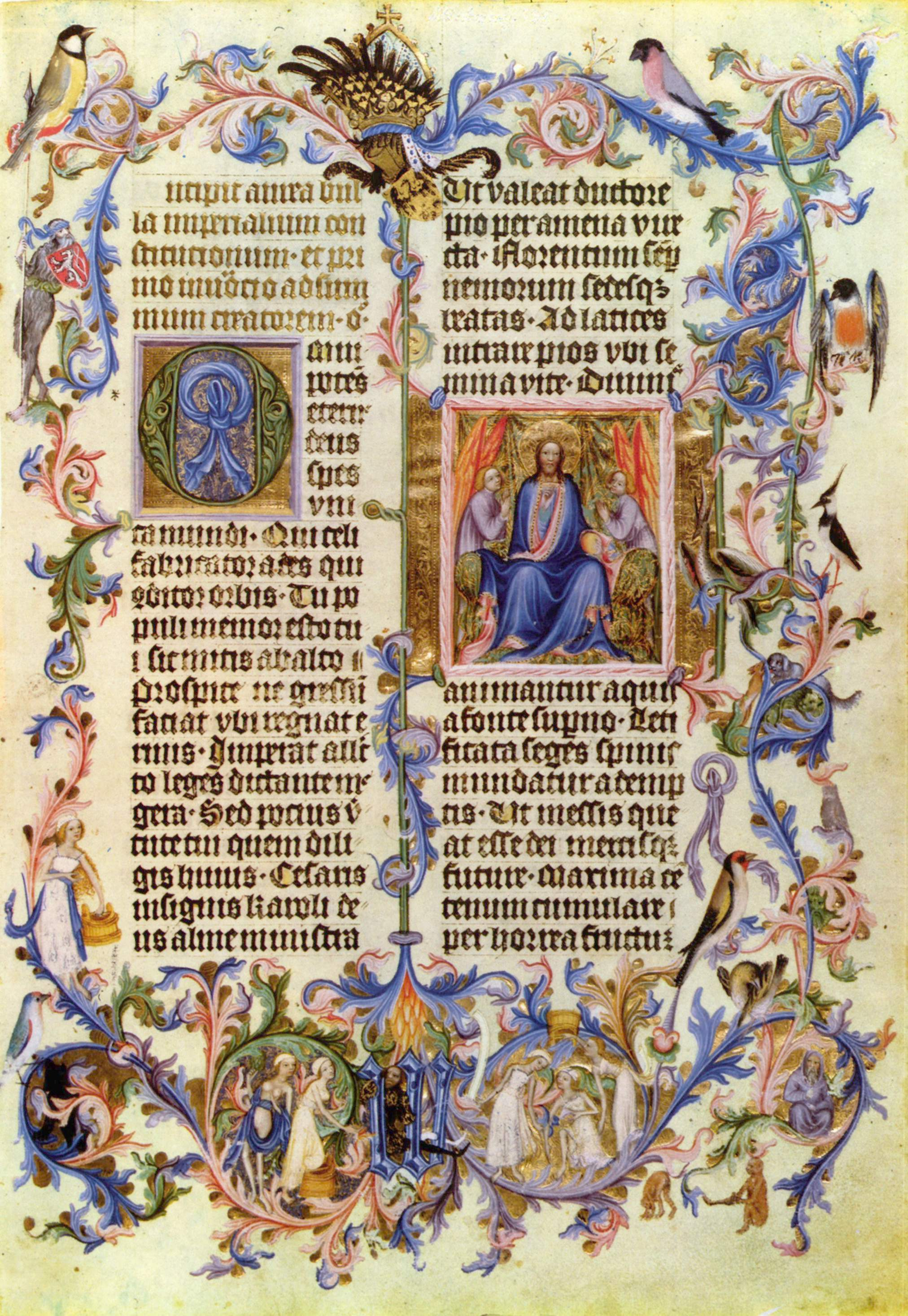
Die Goldene Bulle, Meister der Wenzel-Werkstatt, um 1400 (Kopie)
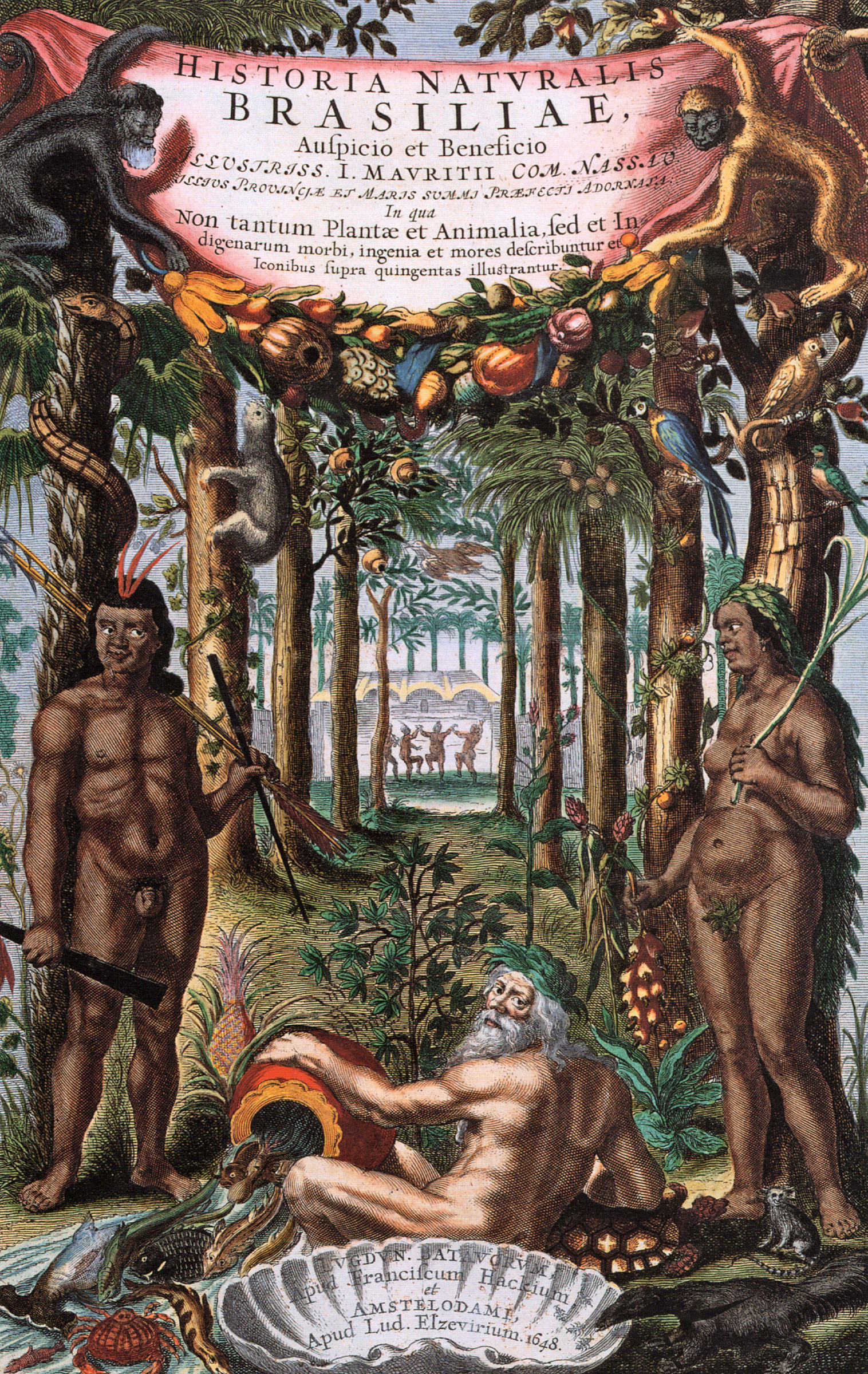
Koloriertes Deckblatt der Historia Naturalis Brasiliae des Guilherme Piso, 1648
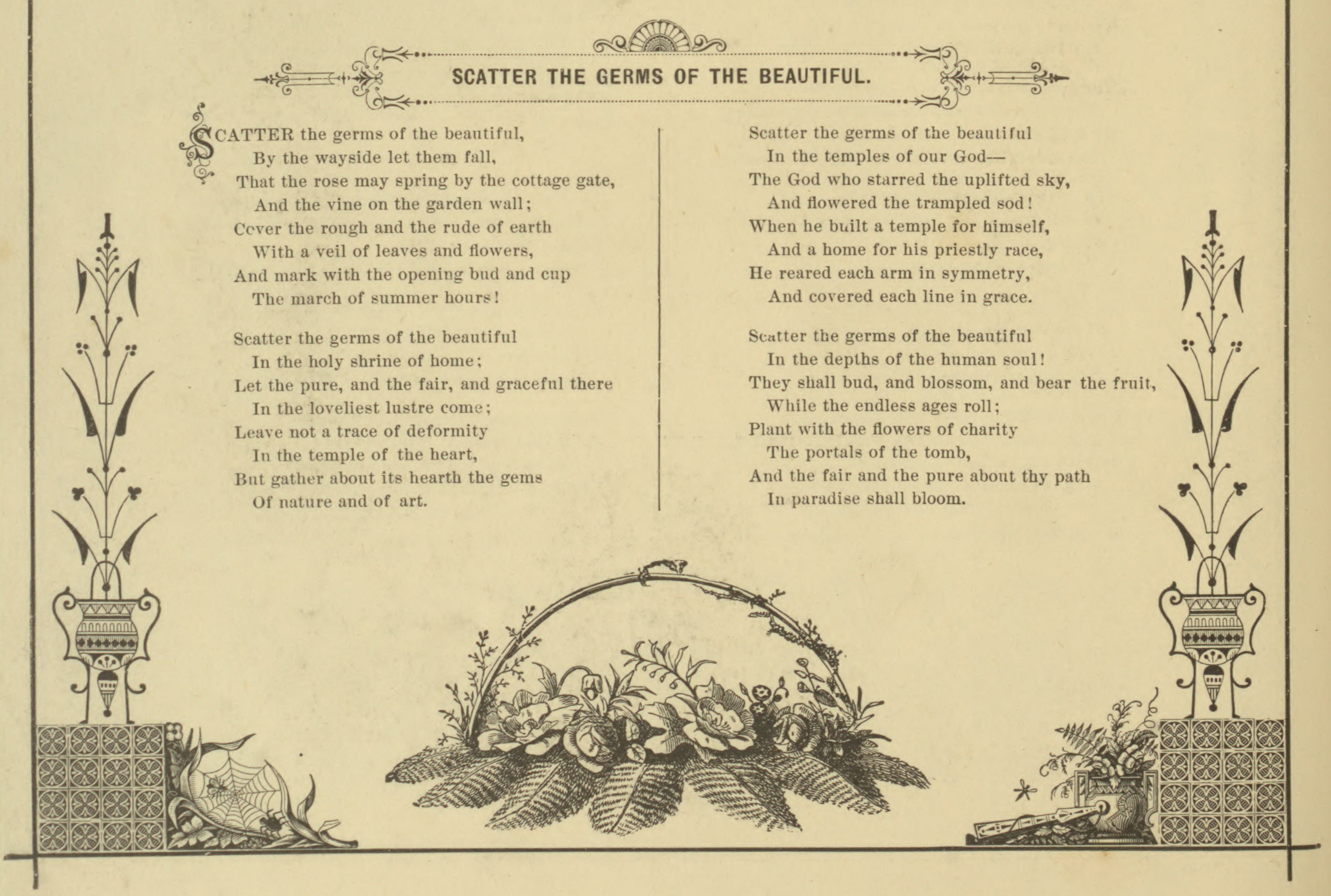
Lyrik mit Zierat. In: Hill's Manual, Chicago, 1882
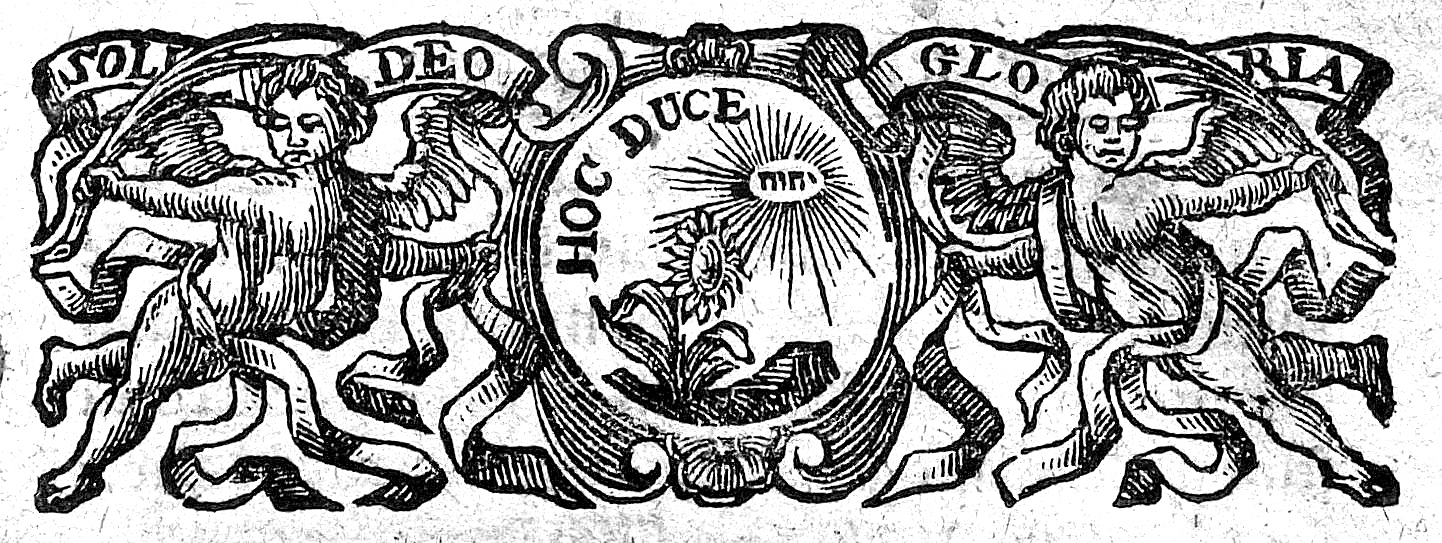
Vignette von Johann Michael Funcke mit dem Spruchband Soli Deo Gloria um 1715.
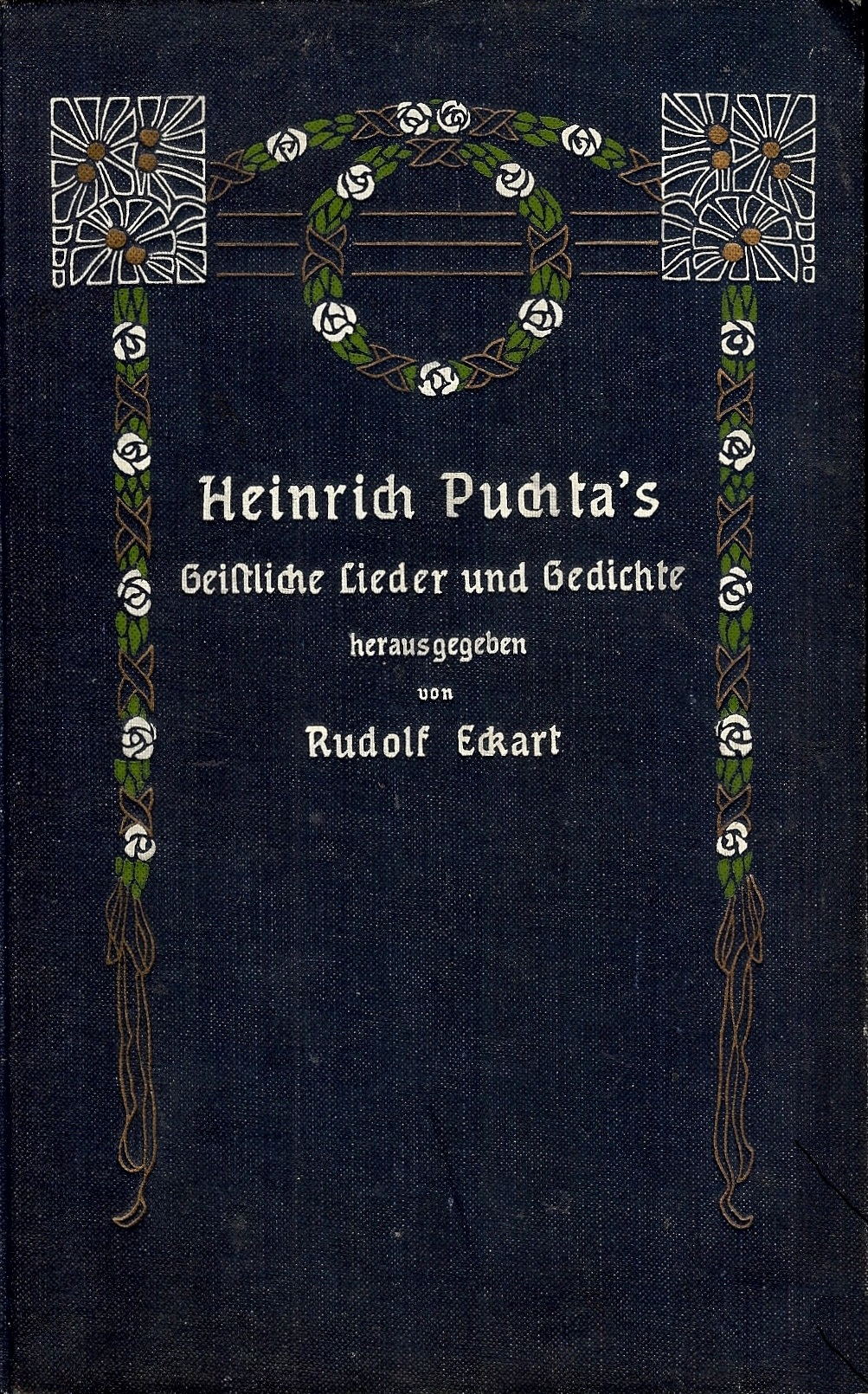
Jugendstil-Buchkunst: Heinrich Puchta – Geistliche Lieder und Gedichte, 1908.